# Obsesia (film din 2002)
Obsesia (în engleză One Hour Photo) este un film thriller psihologic american din 2002 scris și regizat de Mark Romanek; cu Robin Williams, Connie Nielsen, Michael Vartan, Gary Cole și Eriq La Salle în rolurile principale. Filmul a fost produs de Catch 23 Entertainment, Killer Films și John Wells Productions și a fost lansat de Fox Searchlight Pictures.

## Distribuție
- Robin Williams - Seymour "Sy" Parrish
- Michael Vartan - Will Yorkin
- Connie Nielsen - Nina Yorkin
- Gary Cole - Bill Owens, Manager
- Eriq La Salle - Det. James Van Der Zee
- Clark Gregg - Det. Paul Outerbridge
- Paul H. Kim - Yoshi Araki
- Erin Daniels - Maya Burson
- Dylan Smith - Jake Yorkin
- Christina Magargle - Mrs. von Unwerth
- David Moreland - Mr. Siskind
- Jim Rash - Amateur Porn Guy
- Nick Searcy - Repairman